# Mariya Ahmed Didi

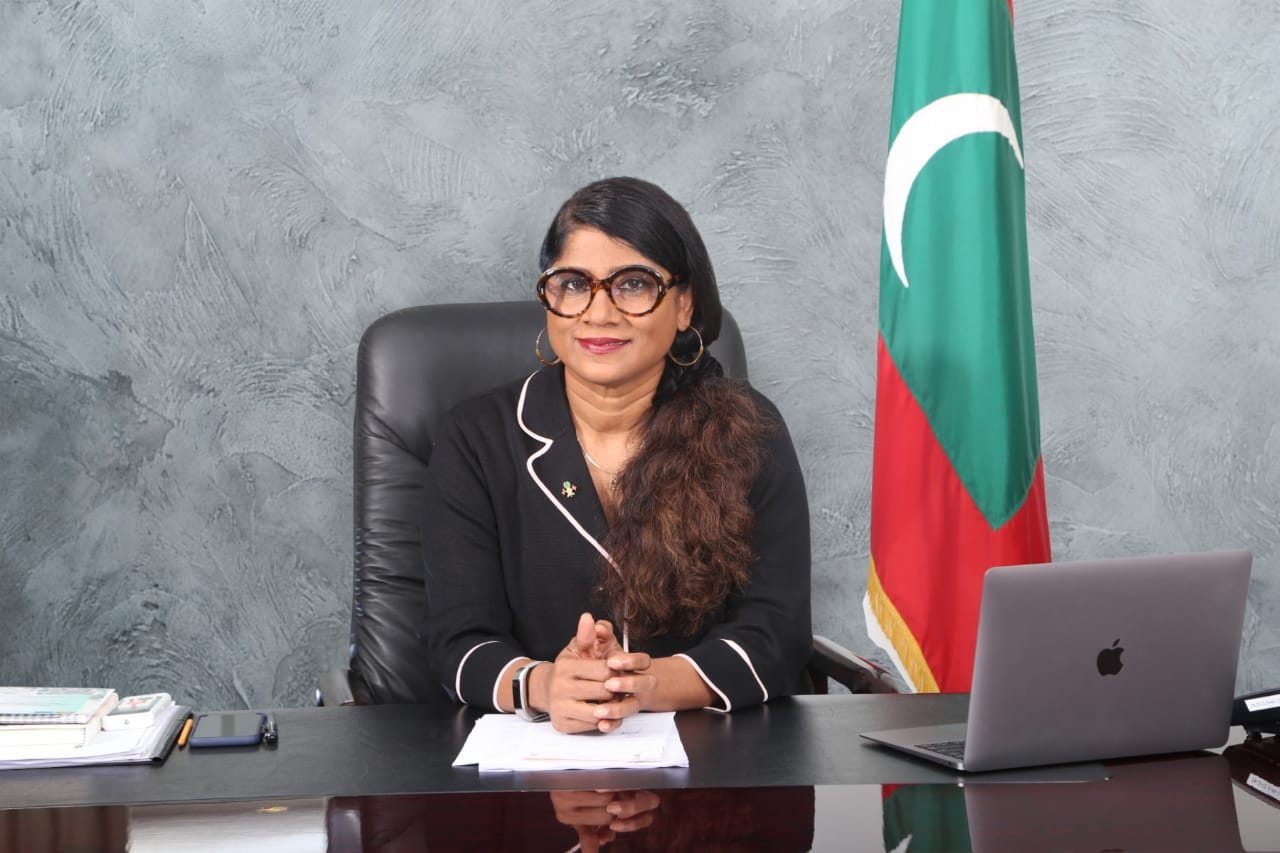
Mariya Ahmed Didi (2020)

Mariya Ahmed Didi (Dhivehi މާރިޔާ ދީދީ, geb. am 18. August 1962 in Malé) ist eine maledivische Politikerin (MDP) und derzeitige Verteidigungsministerin. Für ihren Einsatz für die Frauenrechte in ihrem Heimatland wurde sie 2007 mit dem erstmals vergebenen International Women of Courage Award (IWOC) des Außenministeriums der Vereinigten Staaten ausgezeichnet.

## Leben
Didi ist das dritte Kind von elf Geschwistern. Im Alter von 13 Jahren musste sie die Sekundarschule verlassen, da sie Ärger mit den Behörden bekam. Ein Onkel ermöglichte ihr den weiteren Schulbesuch in Bangalore, Indien. Nach der Heirat und Geburt ihres ersten Sohn im Jahre 1981 begann sie Badminton zu spielen und gewann 1984 die Landesmeisterschaft. Beruflich begann sie im Ministerium für Handel und Industrie zu arbeiten. Im September 1988 kündigte sie und ging mit ihrem Sohn nach Großbritannien, um Jura zu studieren. An der Aberystwyth University in Wales absolvierte sie das Masterstudium.
Nach ihrer Rückkehr ließ sich Didi als erste Rechtsanwältin ihres Landes nieder. Sportlich gewann sie 1995 und 1996 mit ihrer Mannschaft die nationalen Meisterschaften im Basketball. Nachdem sie 1996 ihre zweite Ehe einging, wurde drei Jahre später ihr zweiter Sohn geboren.
Von 1998 bis 2003 arbeitete Didi für Generalstaatsanwaltschaft. Nachdem der Präsident in ein Verfahren eingriff, schied sie aus und begann sich politisch zu engagieren.

## Politik
Im Jahr 2005 wurde die Registrierung politischer Parteien zugelassen. Didi engagierte sich im Wahlkampf für die oppositionelle MDP. Sie kandidierte für den Parlamentssitz auf dem Male-Atoll und ging hochschwanger auf neun Inseln von Tür zu Tür, da politische Kundgebungen untersagt waren. Im fünfzigköpfigen Parlament war sie eine von zwei gewählten Frauen, vier weitere hatte der Präsident ernannt. Im April 2005 wurde Didi Mutter einer Tochter. Sie war auch Mitglied der Verfassungsgebenden Versammlung, wo die regierende Partei mit 16 weiteren ernannten Mitgliedern über eine klare Mehrheit verfügte.
Nach dem Wahlsieg der MDP im September 2018 wurde Mariya Ahmed Didi zwei Monate später zur Verteidigungsministerin im Kabinett Solih ernannt.

## Engagement und Ehrung
Didi trug im Januar 2006 die Fahne beim ersten offiziellen Protest der MDP gegen die Brutalität der Polizei. Zwei Monate später organisierte sie im März 2006 den ersten Marsch für Frauenrechte auf den Malediven. In der Folge wurde sie verhaftet, bei Protesten zusammengeschlagen sowie online und in den Medien diffamiert. In dem muslimischen Land, das einen schwierigen Übergang zu einem demokratischen Regierungssystem vollzog, war sie ein Vorbild für die jungen Frauen.
Im März 2007 erhielt Mariya Ahmed Didi den erstmals vergebenen “International Women of Courage Award”. Unter den zehn Ausgezeichneten des Jahres waren auch Ilze Jaunalksne aus Lettland und Siti Musdah Mulia aus Indonesien. Der Preis wurde ihnen am 7. März 2007 von Condoleezza Rice verliehen.